# Aeroportul Miramar
Aeroportul Miramar (IATA: MJR, ICAO: SAEM) este un aeroport din Buenos Aires, Argentina ce deservește zona Miramar⁠(d). A fost numit după zona deservită.
Situat la o altitudine de 23 m, aeroportul dispune de o singură pistă.